# Saint-Jean-Trolimon
Saint-Jean-Trolimon település Franciaországban, Finistère megyében. Lakosainak száma 973 fő (2022. január 1.). Saint-Jean-Trolimon Plomeur, Plonéour-Lanvern és Tréguennec községekkel határos.

## Népesség
A település népessége az elmúlt években az alábbi módon változott:
| Lakosok száma | 758  | 735  | 727  | 954  | 1006 | 991  | 962  | 933  | 923  | 973  |
|               | 1968 | 1982 | 1990 | 2006 | 2013 | 2015 | 2017 | 2019 | 2020 | 2022 |